# Rzeka Śnieżna
Rzeka Śnieżna (ang. Snowy River) – rzeka w Australii, w południowo-wschodniej części Nowej Południowej Walii oraz we wschodniej Wiktorii. Ma około 430 km długości.

## Przebieg
Rzeka wypływa na wschodnich stokach Gór Śnieżnych w pobliżu Góry Kościuszki i płynie na południowy wschód, a następnie na zachód i południe. Przepływa przez Park Narodowy Kościuszki, Park Narodowy Alpine oraz Snowy River National Park. Uchodzi do Cieśniny Bassa w miejscowości Marlo. Jej głównymi dopływami są rzeki Eucumbene, Thredbo i Bombala w Nowej Południowej Walii oraz Buchan w stanie Wiktoria.

## Historia
Obszar, wzdłuż którego przepływa Rzeka Śnieżna, jest historyczną ojczyzną Aborygenów australijskich, dla których rzeka tradycyjnie stanowiła źródło słodkiej wody i pożywienia. W jaskiniach Cloggs Cave oraz New Guinea II Cave, położonych w pobliżu rzeki, odkryto ślady działalności człowieka datowane na, odpowiednio, około 17 i 20 tysięcy lat. Pomimo dość chłodnego klimatu w górnym biegu rzeki przedstawiciele plemienia Ngarigo zamieszkiwali obszar w jej pobliżu rozciągający się między Alpami Australijskimi a Górami Śnieżnymi. Terytorium obejmujące południowy bieg rzeki było tradycyjnie zamieszkiwane przez plemię Gunai.
Rzeka została nazwana w 1834 roku przez Johna Lhotsky'ego i zbadana w 1839 roku przez Angusa McMillana, a pod koniec tego samego stulecia upamiętniona w popularnym poemacie australijskiego poety Banjo Patersona zatytułowanym The Man from Snowy River.

## Znaczenie
Rzeka jest zasilana przez topniejące śniegi i odgrywa kluczową rolę w projekcie Snowy Mountains Scheme, jednym z największych na świecie przedsięwzięć energetycznych i irygacyjnych. Jej wody są gromadzone na dużej wysokości, następnie przekierowywane tunelami pod Alpami Australijskimi w celu wytwarzania energii elektrycznej, po czym odprowadzane do rzek Murray i Murrumbidgee. Projekt ten był ogromnym źródłem inspiracji dla ambitnej, młodej Australii w latach powojennych, jednak w ostatnich dekadach XX wieku, wraz z rozwojem ekologizmu, zaczęto go oceniać bardziej krytycznie. Wówczas pojawiły się silne postulaty, aby przywrócić część naturalnego przepływu Rzece Śnieżnej. 

## Fauna i flora
Brzegi rzeki porośnięte są przez głównie przez eukaliptusy: Eucalyptus pauciflora, E. viminalis, E. dalrympleana, E. stellulata, a także topole, Mirbelia oxylobioides, jeżynę krzewiastą i różne gatunki Leptospermum, z niewielkim udziałem wierzb. Gnieżdżą się w nich dziobaki. W makrozoobentosie rzeki dominują larwy owadów z rodzin Chironomidae, Baetidae, Caenidae, Elmidae, Gripopterygidae i Hydropsychidae. Dość liczne są też skąposzczety i Sphaeriidae.